# Josef Pálenícek
Josef Páleníček (Travnik, Bòsnia, 19 de juliol de 1914 - Praga, 7 de març de 1991) va ser un pianista, compositor i pedagog txec, membre del Ceske Trio i professor de piano a l'Acadèmia de les Arts Escèniques de Praga.

## Biografia

### Estudis
Páleníček va ser un pianista virtuós de gran talent que va compaginar la carrera instrumental amb la composició i la docència. Va consagrar la seva vida a la música i al desenvolupament de la cultura musical de la ciutat de Praga, especialment durant la postguerra.
Segons expliquen les fonts, Josef Páleníček va començar a tocar el piano de ben petit. Als 12 anys consta que va fer el primer concert de piano com a solista en el qual, entre altres obres de gran domini tècnic, hi va incloure l'Apassionata de Beethoven.
Va realitzar classes privades durant un temps, coincidint amb la mudança de la seva família d'Olomouc a Praga, però el 1930 va entrar al Conservatori de Praga on va restar fins al 1933 sota el mestratge del professor Karel Hoffmeister. En aquesta època ja realitzava molts concerts com a solista i era intèrpret de les seves pròpies composicions. Coincidint amb l'inici dels seus estudis més específics de piano a l'Escola de Perfeccionament pianístic de Praga, l'any 1933 es va graduar en Dret a la Universitat Carolina de Praga. Del 1933 fins al 1938 va seguir les classes amb Hoffmeister dins de l'Escola de Perfeccionament pianístic. També va fer estudis de composició amb Otakar Šín i Vítězslav Novák. Es va graduar interpretant la seva pròpia Sonata per a piano l'any 1938, per la qual va rebre el premi de la Societat de Música de Cambra Txeca.
Paral·lelament, per ampliar aquests estudis, va viatjar a París on va fer classes de piano amb Alfred Cortot i va estudiar composició amb Albert Roussel a l'Escola Normal de Música de París (1936-38). Allà va conèixer a Bohuslav Martinů amb el qual va establir una amistat de per vida.
A causa del seu origen jueu, l'any 1943 durant la invasió nazi, va haver d'abandonar Praga amagant-se a Opočno, a casa del seu amic Alois Fišárek. Això no obstant, després de la Segona Guerra Mundial, va retornar, afiliant-se al Partit Comunista Txec, acte que demostra el seu compromís polític i social envers el seu poble.

### Trajectòria professional

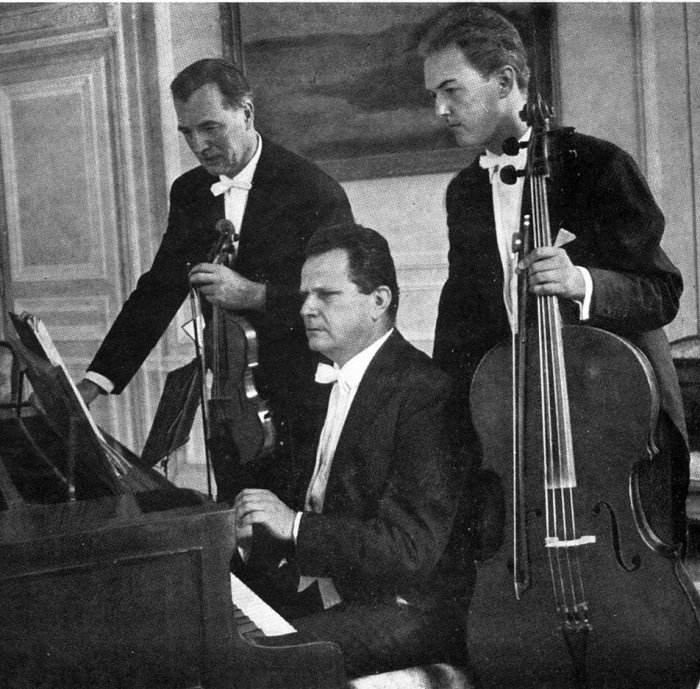
Alexander Plocek, Josef Páleníček, Saša Večtomov, ParÍs 1964

Páleníček va destacar per ser un dels primers a executar obres de Bohuslav Martinů i Leoš Janáček. Aquest últim es va convertir en el centre de la seva interpretació, per la qual cosa, se l'ha considerat pioner i màxim introductor de Janáček en les sales de concerts de tot el món.
Tanmateix, així com va fer amb els seus contemporanis, també va aconseguir captivar el públic amb les interpretacions de sonates de Beethoven o de Johannes Brahms, i també va desenvolupar un gran domini del llenguatge dels compositors francesos recents (Debussy, Ravel, César Franck, Albert Roussel o Francis Poulenc).
Després de ser aclamat a la seva terra natal, va tenir molt èxit com a solista a l'estranger: Gran Bretanya, França, Bèlgica, la Unió Soviètica, Suïssa, Iugoslàvia, Àustria, Hongria, Turquia i d'altres països, van ser les seves principals destinacions, en les quals va ser reconegut com una promesa del piano.
Paral·lelament a la seva activitat com a solista, va participar en diversos grups de cambra. Va ser cofundador del Trio Smetana i després de la 2a Guerra Mundial va formar part del České trio, formació creada l'any 1890 que al llarg de la seva història ha presenciat l'eclosió de grans figures de la música txeca. Durant la seva permanència en el conjunt (prop més de 30 anys) va aconseguir mantenir un molt bon nivell tècnic-interpretatiu. Per això, s'ha considerat que amb la seva figura, la formació va viure un dels seus millors moments. En una gira per l'URSS el Trio Txec va estrenar el Trio per a piano en mi menor de Dmitri Xostakóvitx, el qual va presenciar l'estrena.
La seva carrera com a pianista i compositor va estar estretament relacionada amb la docència. L'any 1939 es va unir al Conservatori de Praga com a professor i l'any 1946 es va guanyar una plaça a l'Acadèmia de les Arts Escèniques de Praga.
Des de 1949 va ser solista de l'Orquestra Filharmònica Txeca i el 1957 també ho va ser de la Filharmònica de Moràvia d'Olomouc.

## Estil compositiu
Les obres de Páleníček estan influenciades per diferents estils i concepcions estètiques. De totes maneres, la més evident és l'orientació neoclàssica que va importar de París, gràcies al mestratge d'Albert Roussel. Els elements més formalistes de tendència neobarroca i neoclàssica es combinen altrament amb girs modals i al·lusions a les melodies populars de la seva terra, molt especialment de Moràvia. Com a compositor va ser molt prolífic, flirtejant amb tots els estils, amb excepció de l'òpera.

## Obra

### Composicions orquestrals
- Concertino per orquestra (1945)
- Variacions Simfòniques sobre un retrat imaginari d'Ilya Erenburg, per orquestra simfònica (1971)

### Obres concertants
- 1r Concert en Do Major per a piano i orquestra (orquestra de corda i timbales) (1940)
- 2n Concert en Mib Major per a piano i orquestra (1952)
- 3r Concert per a piano i petita orquestra, per joves pianistes (1961)
- Concertino de cambra en Re Major per a clarinet i orquestra (1957)
- Concert per a flauta i orquestra (1955)
- Concert for Saxòfon i orquestra (1944)

### Grups de cambra
- Preludi i Caprici per a violí i piano (1935)
- Suita piccola per violí i piano (1958)
- Variatiocions sobre un Coral del segle xvii per violoncel i piano (1942)
- Sonata per a clarinet i piano (1936)
- Partita piccola per a clarinet i piano (1943)
- Masks, dues composicions per saxo i piano (1957)
- 1r Quartet de Corda (1954)
- Quintet de Piano (1933)
- Variacions sobre un tema propi per a violoncel i piano (1972)
- Rondo Concertant per violoncel i piano (1972)
- Trio Sonata per a oboè, mezzosoprano i piano (1965)

### Composicions per a piano
- Sonata (1936)
- Esbossos per a Piano (cicle de cinc composicions), (1939)

### Composicions corals
- Cançons de poesia xinesa per a soprano i piano (o per bariton i piano), (1947)
- My Lai, per mezzosoprano i piano (1971)
- Blown Traces, cicle per a cor de veus masculines (1958)

### Cantates
- Cançó de l'home, oratori per solistes, cor mixt i orquestra, cor folk i solistes i cor de nens (1960)

### Composicions didàctiques
- Contes Txecs (1940)
- Llibreta d'un Noi petit, 7 composicions curtes per a violoncel i piano (ossia fagot i piano, clarinet baix i piano) (1972)
- Abacus per cor de nens, piano, trompeta, clarinet i instruments de percussió (1973)

### Obres escèniques
- Kytice, ballet (1984)